# Rudolf Ausleger
Rudolf Ausleger (* 8. August 1897 in Weißenfels; † 1974 in Berlin) war ein deutscher Maler des Expressionismus und Kunsterzieher.

## Leben und Wirken
Als Soldat im Ersten Weltkrieg lernte Rudolf Ausleger 1916 bei einer Inspektion der Fliegertruppen in Berlin die späteren Maler der Novembergruppe Georg Tappert, Karl Jakob Hirsch und Lothar Homeyer kennen. 
Er besuchte zunächst die Schule Reimann, später studierte er an der Staatlichen Kunstschule bei Tappert und Bernhard Hasler. Als Mitglied der Novembergruppe war Ausleger, der ab 1921 als Lehrer an Berliner Höheren Schulen und der Schule Reimann arbeitete, an zahlreichen Ausstellungen im In- und Ausland beteiligt. 
Zu seinem Freundeskreis gehörten Otto und Rudolf Möller, Arthur Segal, Karl Jakob Hirsch und Lothar Homeyer. In den 1920er Jahren orientierte er sich am Synthetischen Kubismus.

### Nationalsozialismus
Während des Dritten Reiches hatte er kaum die Möglichkeit auszustellen, und durch die Bombardements im Zweiten Weltkrieg wurde ein Großteil seiner Werke zerstört. Auch seine Werke wurden von den Nationalsozialisten als „entartet“ eingestuft.
Ausleger war von 1949 bis 1967 Dozent an der Pädagogischen Hochschule Berlin. Kunst am Wedding zeigte 1974 Werke Auslegers. 1984 zeigte die Galerie Nierendorf in Berlin Werke Auslegers und anderer Künstler des 20. Jahrhunderts.